# Powiat Greiz
Powiat Greiz (niem. Landkreis Greiz) – powiat w niemieckim kraju związkowym Turyngia. Siedzibą powiatu jest Greiz.

## Podział administracyjny
W skład powiatu Greiz wchodzi:
- siedem miast (Stadt)
- osiem gmin (Gemeinde)
- trzy wspólnoty administracyjne (Verwaltungsgemeinschaft)

Miasta:
| Lp. | Nazwa miasta       | Ludność (31 grudnia 2009) | Powierzchnia km² |
| --- | ------------------ | ------------------------- | ---------------- |
| 1   | Auma-Weidatal      | 4.004                     | 55,75            |
| 2   | Bad Köstritz       | 4.125                     | 20,26            |
| 3   | Berga-Wünschendorf | 6.702                     | 62,94            |
| 4   | Greiz              | 22.551                    | 62,27            |
| 5   | Ronneburg          | 5.212                     | 19,18            |
| 6   | Weida              | 9.198                     | 36,48            |
| 7   | Zeulenroda-Triebes | 16.886                    | 85,52            |

Gminy:
| Lp. | Nazwa gminy                 | Ludność (31 grudnia 2009) | Powierzchnia km² |
| --- | --------------------------- | ------------------------- | ---------------- |
| 1   | Caaschwitz                  | 680                       | 4,18             |
| 2   | Crimla                      | 302                       | 1,44             |
| 3   | Harth-Pöllnitz              | 3.118                     | 55,36            |
| 4   | Kraftsdorf                  | 4.111                     | 41,21            |
| 5   | Langenwetzendorf            | 4.705                     | 58,19            |
| 6   | Langenwolschendorf          | 860                       | 6,79             |
| 7   | Mohlsdorf-Teichwolframsdorf | 5.359                     | 50,45            |
| 8   | Weißendorf                  | 333                       | 3,60             |

Wspólnoty administracyjne:
| Lp. | Nazwa wspólnoty administracyjnej | Ludność (31 grudnia 2009) | Powierzchnia km² | Liczba gmin |
| --- | -------------------------------- | ------------------------- | ---------------- | ----------- |
| 1   | Am Brahmetal                     | 5.021                     | 51,73            | 8           |
| 2   | Ländereck                        | 5.011                     | 77,44            | 10          |
| 3   | Münchenbernsdorf                 | 6.194                     | 69,61            | 8           |

## Zmiany administracyjne
- 31 grudnia 2012
  - rozwiązanie gminy Vogtländisches Oberland
- 31 grudnia 2013
  - rozwiązanie wspólnoty administracyjnej Laubatal
- 31 grudnia 2019
  - przyłączenie gminy Neumühle/Elster do miasta Greiz
- 1 stycznia 2023
  - przyłączenie gminy Hartmannsdorf do miasta Bad Köstritz
  - przyłączenie gminy Kühdorf do gminy Langenwolschendorf
- 1 stycznia 2024
  - wystąpienie gminy Wünschendorf/Elster ze wspólnoty administracyjnej Wünschendorf/Elster i zmiana jej nazwy na Ländereck
  - utworzenia miasta Berga-Wünschendorf